# Il nostro primo Natale
Il nostro primo Natale (Our First Christmas) è un film TV del 2008 diretto da Armand Mastroianni. È andato in onda il 19 dicembre 2008 sulla rete televisiva Hallmark Channel. In Italia è stato trasmesso in prima visione su Canale 5 il 27 dicembre 2010.

## Trama
Cindy (Julie Warner) e Tom (Steven Eckholdt), freschi sposi di seconde nozze, propongono ai loro figli di trascorrere il Natale tutti insieme. Lily, Tory e Jacob però hanno già i loro progetti.